# Emilie Joramo
Emilie Joramo (13 januari 2002) is een Noors voetbalspeelster. Ze speelt als middenvelder voor Hammarby IF in de Damallsvenskan.

## Clubcarrière
Joramo begon met voetballen in haar geboorteplaats Rennebu. Sinds 2017 kwam ze uit voor Tiller IL, met wie ze Noors kampioen -16 werd. Een jaar later maakte Joramo de overstap naar Rosenborg BK, actief in de Toppserien. Ze maakte haar debuut voor de club uit Trondheim op het hoogste Noorse voetbalniveau in september 2019. Jorma werd in 2020, haar tweede seizoen, uitgeroepen tot jonge speelster van het seizoen door Norske fotballkvinner. In 2012 werd Joroma opgenomen op de 459ste plaats in een lijst van 1000 sporters uit de Noorse regio Trøndelag. Twee jaar later werd ze uitgeroepen tot speelster van het seizoen in de Toppserien.
In december 2023 werd Joramo voor een onbekend bedrag door Zweeds kampioen Hammarby IF overgenomen van Rosenborg BK.

## Statistieken
| Seizoen | Club         | Land      | Competitie      | Wedstrijden | Doelpunten |
| ------- | ------------ | --------- | --------------- | ----------- | ---------- |
| 2018    | Rosenborg BK | Noorwegen | Elitedivisionen | 2           | 0          |
| 2019    | Rosenborg BK | Noorwegen | Elitedivisionen | 21          | 1          |
| 2020    | Rosenborg BK | Noorwegen | Elitedivisionen | 18          | 0          |
| 2021    | Rosenborg BK | Noorwegen | Elitedivisionen | 16          | 1          |
| 2022    | Rosenborg BK | Noorwegen | Elitedivisionen | 24          | 2          |
| 2023    | Rosenborg BK | Noorwegen | Elitedivisionen | 25          | 6          |
| 2024    | Hammarby IF  | Zweden    | Damallsvenskan  | 26          | 3          |
| 2025    | Hammarby IF  | Zweden    | Damallsvenskan  | 0           | 0          |
| Totaal  | Totaal       | Totaal    | Totaal          | 132         | 13         |

Laatste update: 5 januari 2025

## Interlandcarrière
Joramo kwam als jeugdinternational uit voor Noorwegen -15, -16, -17, -19 en -23.
In augustus 2022 werd Joramo voor het eerst door bondscoach Hege Riise opgeroepen voor het Noorse seniorenteam. Ze maakte haar debuut in een WK 2023 kwalificatieduel tegen België op 2 september 2022.